# Piercia bamendana
Piercia bamendana là một loài bướm đêm trong họ Geometridae.